# Anas al-Sharif
 (10 août 2025).
Le texte peut changer fréquemment, n’est peut-être pas à jour et peut manquer de recul. N’hésitez pas à participer, en veillant à citer vos sources.
Anas Jamal Mahmoud Al-Sharif (en arabe : أنس جمال محمود الشريف) est un journaliste palestinien né le 3 décembre 1996 dans le camp de réfugiés de Jabaliya et mort le 10 août 2025 à Gaza. 
Travaillant pour Al Jazeera Arabic, il réalise des reportages en première ligne dans le nord de Gaza pendant la guerre de Gaza. En 2024, l'équipe Reuters d'Al-Sharif reçoit le prix Pulitzer de la photographie d'actualité pour ses photos documentant la guerre de Gaza.
Pendant plusieurs mois avant sa mort, l'armée israélienne accuse Al-Sharif d'être un agent du Hamas. Les documents présentés comme preuves étant peu nombreux et impossibles à authentifier, les ONG de défense des droits humains, les Nations unies et Al Jazeera dénoncent cette accusation comme un mensonge visant à justifier le meurtre de journalistes afin de passer sous silence les actions d'Israël contre les civils palestiniens. Le Comité pour la protection des journalistes appelle la communauté internationale à protéger al-Sharif. 
Al-Sharif est tué avec quatre autres journalistes et deux civils lors d'une frappe aérienne israélienne le ciblant délibérément, dans une tente devant l'hôpital Al-Shifa à Gaza, le 10 août 2025.

## Biographie

### Jeunesse et famille
Anas al-Sharif naît dans le camp de réfugiés de Jabaliya dans la bande de Gaza le 3 décembre 1996. Sa famille est originaire d'Ashkelon et se compose de réfugiés palestiniens. Enfant, il veut devenir journaliste. Il est diplômé de l'université al-Aqsa d'une licence en communication, spécialisée en radio et télévision,. Il commence sa carrière comme bénévole au sein du réseau médiatique Al-Shamal, avant de rejoindre Al Jazeera Arabic comme correspondant dans le nord de Gaza. À sa mort, il est marié et père de deux enfants.

### Guerre de Gaza
À partir d'octobre 2023, Anas al-Sharif devient l'un des visages les plus visibles de la couverture de la guerre à Gaza, refusant d'évacuer le nord malgré les ordres israéliens répétés et les menaces directes contre sa vie,,. Il continue à couvrir quotidiennement la situation malgré les frappes aériennes, les massacres et les déplacements, travaillant souvent dans des conditions dangereuses et de pénurie chronique de produits de première nécessité. Ses reportages fournissent des images et des témoignages depuis une zone de guerre inaccessible,,.
En novembre 2023, Anas al-Sharif reçoit des appels téléphoniques de l'armée israélienne lui demandant de quitter le nord de Gaza,. Le mois suivant, son père est tué dans une frappe aérienne israélienne sur leur maison familiale à Jabaliya. En raison de problèmes de santé, son père n'avait pas pu évacuer leur maison avec le reste de leur famille. Il décrit l'expérience comme à la fois « cruelle » et « douloureuse », mais déclare qu'elle renforce sa détermination à continuer de raconter les histoires des souffrances de Gaza,.
En 2024, l'équipe Reuters, dont fait partie al-Sharif, reçoit le prix Pulitzer de la photographie d'actualité pour ses photos « brutes et urgentes » documentant la guerre de Gaza,. En décembre 2024, Amnesty International lui décerne le Prix des défenseurs des droits de l'homme,.
Alors qu'il couvre en direct le cessez-le-feu de la guerre de Gaza de janvier 2025, al-Sharif retire son équipement de protection. Des passants enthousiastes le soulèvent sur leurs épaules en signe de célébration. La vidéo de l'événement devient virale sur les réseaux sociaux et contribue à le faire connaître.
Hossam Shabat, collègue d'al-Sharif, est tué lors d'une frappe aérienne israélienne ciblée en mars 2025. Al-Sharif participe au cortège funèbre. Il déclare à Drop Site News (en) qu'il est déterminé à poursuivre ses reportages malgré les menaces israéliennes et la perte de son père.

Photos prise par Al-Sharif et Saleh Najm  en octobre 2023 pour l'agence de presse Fars
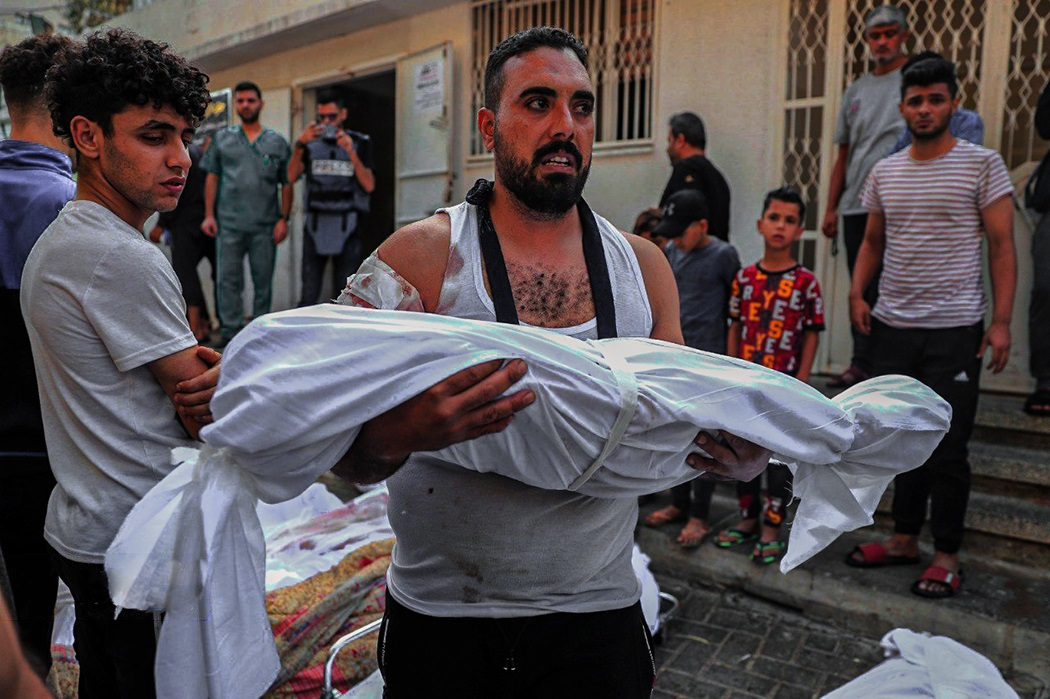
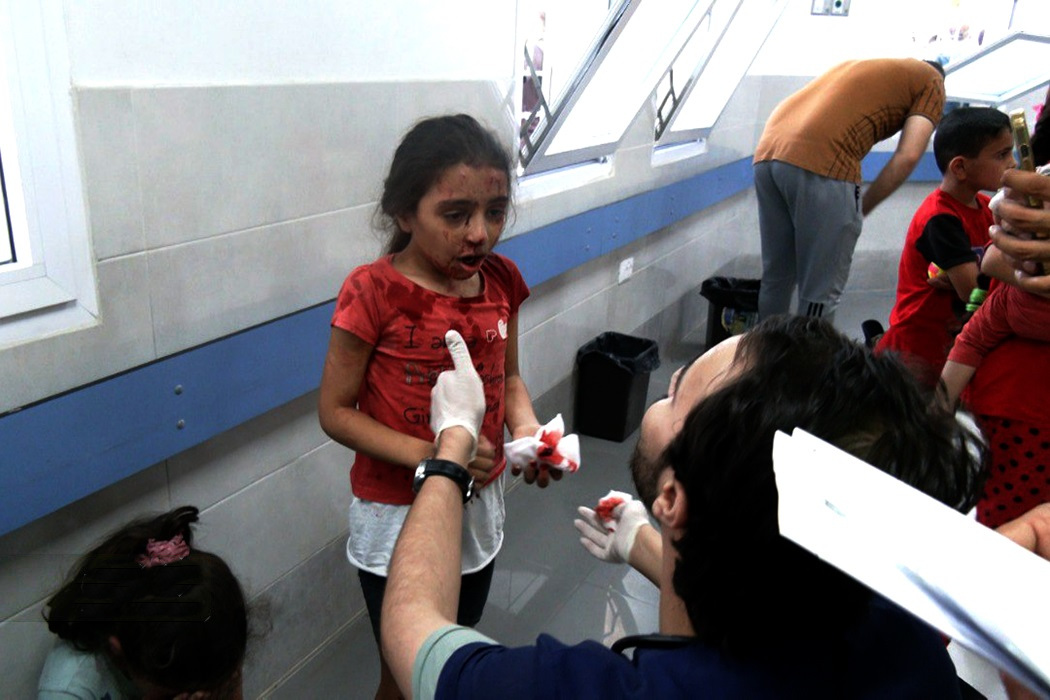
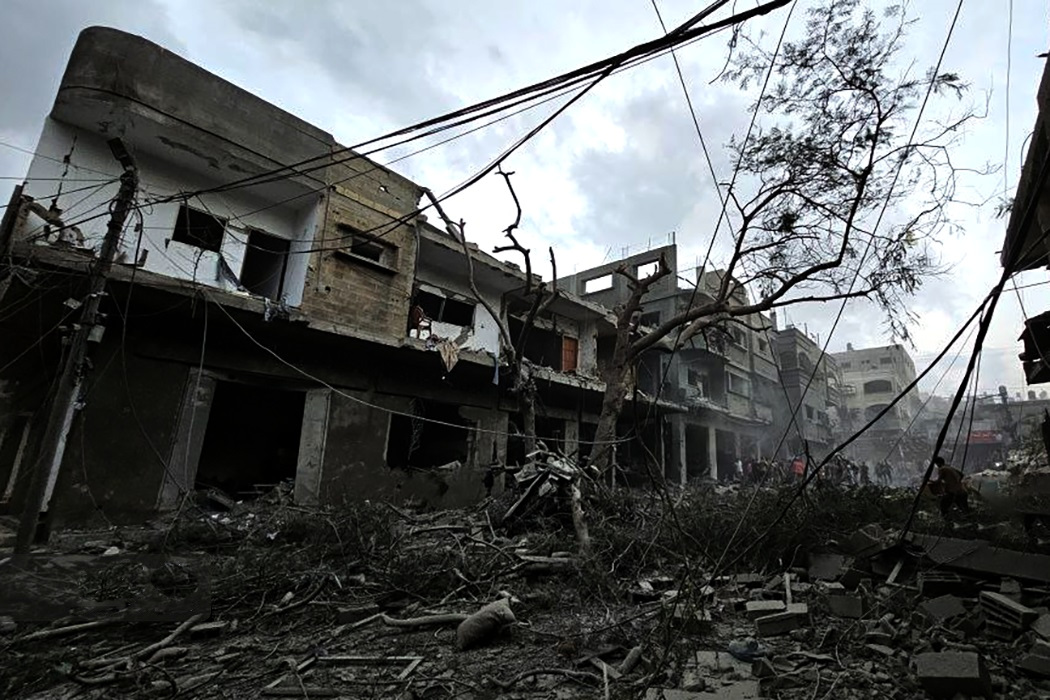
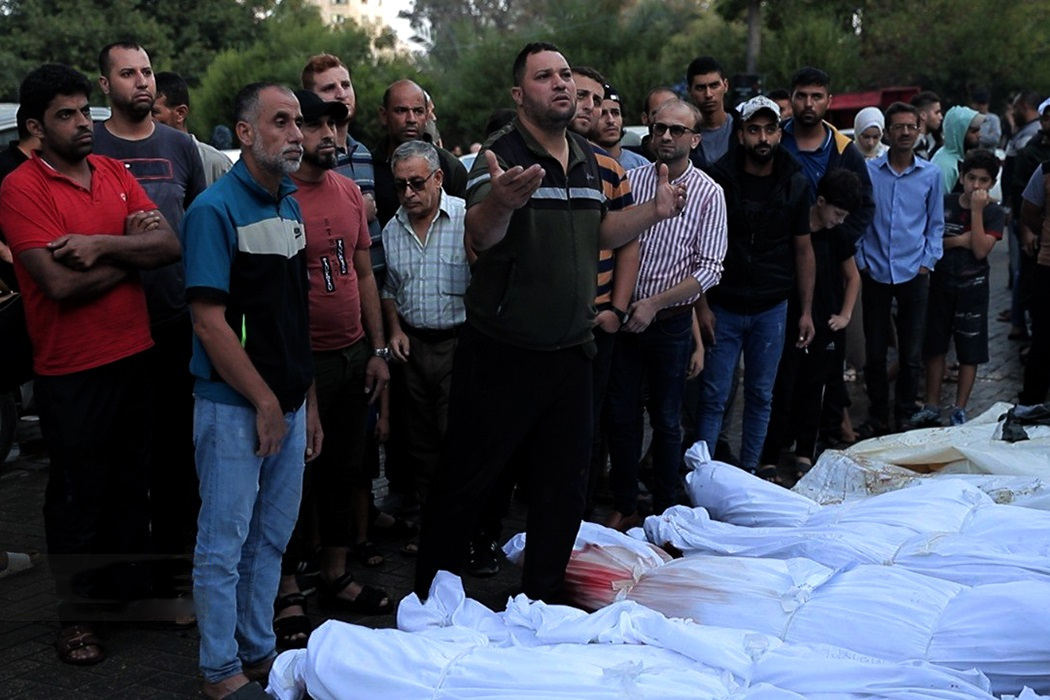

### Menaces et accusations israéliennes
À partir de 2023, al-Sharif est confronté à des menaces croissantes de la part de l'armée israélienne, notamment des appels téléphoniques, des messages vocaux et des campagnes sur les réseaux sociaux qui prétendent qu'il serait un agent de Hamas,.
En octobre 2024, le journaliste est accusé par l'armée israélienne d'être un combattant du Hamas depuis 2013. L'armée partage des documents comportant son nom et qu'elle affirme avoir trouvés dans des « ordinateurs du Hamas et du Jihad islamique ». Le Monde déclare alors qu'il est impossible d'authentifier ces documents.
Reporters sans frontières (RSF) analyse ces documents et affirme également qu'il n'est pas « possible d'authentifier ces informations ». Thibaut Bruttin, directeur général de RSF, déclare : « Aucune preuve n'a été fournie pour étayer ces accusations. Quant à celles selon lesquelles Anas al-Sharif utilisait une couverture comme journaliste, à quoi lui aurait-elle servi ? » Selon lui, l'armée israélienne tente de se dédouaner d'avoir ciblé des journalistes.
Le porte-parole de l'armée israélienne, Avichay Adraee, accuse al-Sharif et d'autres journalistes de terrorisme, tandis que des organisations de défense des droits de l'homme et Al Jazeera décrivent ces allégations comme des attaques sans fondement, visant à justifier le meurtre de journalistes et à faire disparaître les reportages défavorables à Israël,,,.
En juillet 2025, le Comité pour la protection des journalistes (CPJ) déplore les attaques médiatiques contre al-Sharif, s'inquiète qu'elles puissent précéder son assassinat et exhorte la communauté internationale à agir pour les protéger, lui et les autres journalistes à Gaza. L'organisation souligne le risque auquel sont confrontés les reporters locaux en tant que « derniers yeux et oreilles du monde extérieur » sur le conflit,,,. Le même mois, al-Sharif déclare au CPJ qu'il vit avec le « sentiment qu'il pourrait être bombardé et assassiné à tout moment. »
Le 31 juillet 2025, la rapporteuse spéciale des Nations unies, Irene Khan, condamne les menaces répétées et les campagnes de diffamation de l'armée israélienne contre al-Sharif, les qualifiant de dangereuses tentatives visant à réduire au silence ses reportages sur la guerre à Gaza. Elle souligne comment al-Sharif, décrit comme « le dernier journaliste survivant d'Al Jazeera dans le nord de Gaza », est accusé sans preuve d'être un « terroriste du Hamas », mettant ainsi sa vie gravement en danger. Khan souligne que, si Israël interdit l'entrée à Gaza aux journalistes internationaux, il cible et affaiblit simultanément les journalistes locaux, qui sont les « yeux » du monde sur les atrocités,.
Après la mort du journaliste, la BBC indique que, selon certaines de ses informations, Anas al-Sharif travaillait, avant le conflit débuté en 2023, au sein d'une équipe de presse du Hamas. Mais elle note qu'al-Sharif a posté des messages critiques du Hamas sur les réseaux sociaux. Et elle rapporte les propos de Jodie Ginsberg, directrice générale du Comité pour la protection des journalistes, qui a déclaré que rien ne pouvait justifier le meurtre d'al-Sharif : en temps de guerre, les seules cibles légitimes sont les combattants actifs ; or, avoir été consultant média pour le Hamas ne « fait pas de vous un combattant actif ». Ginsberg ajoute : « Et rien de ce que les forces israéliennes ont produit jusqu'à présent en termes de preuves ne nous donne la moindre assurance qu'il ait été un membre actif du Hamas. »
Le journal Libération considère également que les preuves sont absentes, indiquant que l'armée israélienne a affirmé en détenir, mais sans jamais les révéler. Libération note qu'Avichay Adraee, porte-parole de l'armée israélienne, a posté sur son compte X après la mort du journaliste une photo de ce dernier posant avec l'ex-leader du Hamas Yahya Sinwar. Le porte-parole déclare pour sa part : « Comme nous l'avons dit dès le début, seuls des terroristes participent aux rassemblements du Hamas. Anas Al Sharif n'était pas un journaliste, mais un agent terroriste de l'organisation. »
La BBC, pour sa part, estime qu'il existe « peu de preuves » des accusations de l'armée israélienne et indique que cette dernière a déclaré dans un communiqué disposer de documents « prouvant sans équivoque » l'« affiliation militaire » au Hamas du journaliste, notamment des « fiches du personnel, des listes de formations terroristes, des annuaires téléphoniques et des bulletins de salaire ». Elle rapporte également que l'armée a publié des captures d'écran qui, apparemment, montrent une liste des membres du Hamas du nord de la bande de Gaza, avec mention de leurs blessures, ainsi qu'un extrait de ce qui serait l'annuaire téléphonique d'un bataillon armé du Hamas. Son nom complet y figurerait — Anas Jamal al-Sharif — ainsi qu'un numéro de téléphone et un nom de code, Tabit 5.
Par ailleurs, The Times of Israel indique qu'après la mort du journaliste des « partisans pro-Israël » ont salué son élimination et ont publié une capture d'écran d'un message qu'al-Sharif aurait posté sur Telegram pour saluer l'attaque du Hamas contre Israël le 7 octobre 2023. L'authenticité de ce message est cependant douteuse, car, selon The Skwawkbox (en), les messages Telegram ne comportent ni la mention « AT » ni la date en fin de message, et le message n'a pas été retrouvé sur le compte de al-Sharif : il pourrait donc s'agir d'une fausse capture d'écran ; le message a été diffusé par Eitan Fischberger, ancien soldat israélien reconverti en « journaliste d'investigation » indépendant, qui affirme qu'Anas al-Sharif a effacé son message de son compte Telegram.

### Mort
Le soir du 10 août 2025, Anas al-Sharif filme des bombardements israéliens intensifs sur le nord de Gaza. Très peu de temps après, il est tué dans une frappe aérienne israélienne sur une tente à l'extérieur de l'hôpital Al-Shifa,,,,. Ses collègues Mohammed Qreiqeh, Ibrahim Zaher, Mohammed Noufal et Moamen Aliwa ainsi que deux autres personnes sont également tuées.
Un texte posthume est publié via ses comptes sur les réseaux sociaux. Écrit en avril en prévision de sa propre mort, il appelle à « ne pas oublier Gaza ».
L'armée israélienne confirme avoir ciblé al-Sharif, réitérant son affirmation selon laquelle il était un combattant du Hamas et précisant qu'il serait « le chef d'une cellule terroriste au sein de l'organisation terroriste Hamas [...], responsable de la préparation d'attaques de roquettes contre des civils israéliens et les troupes [de Tsahal]. »
Al Jazeera condamne le meurtre et le qualifie d'« assassinat prémédité » destiné à « faire taire les voix en prévision de l'occupation de Gaza ». Reporters sans frontières estime qu'accuser un journaliste d'être un terroriste du Hamas est un « procédé connu et déjà éprouvé, notamment contre des journalistes d'Al-Jazira ». Sarah Daoud, chercheuse au Centre de recherches internationales, déclare : « L'accuser de terrorisme permet de justifier sa mort et de jeter le discrédit sur la ligne éditoriale d'Al-Jazira. En semant le doute, en interdisant l'accès à Gaza à la presse et en tuant les journalistes sur place, Israël réussit à invisibiliser ce qui se passe sur le terrain. »

## Bilan des journalistes morts à Gaza
Au moment de sa mort, Israël aurait tué au moins 234 journalistes depuis le 7 octobre 2023, dont dix journalistes d'Al Jazeera.